# Susana Torre
Susana Torre (1944) és una arquitecta argentina-nord-americana, crítica i educadora, amb residència a la ciutat de Nova York (de 1968 a 2008) i a Carboneras, Almeria, Espanya (des de 2009). Ha desenvolupat una carrera que va combinar “preocupacions teòriques amb la pràctica real de construir” i disseny arquitectònic i urbà amb ensenyar i l'escriptura. Va ser la primera dona convidada per dissenyar un edifici en Columbus, IN, “una ciutat internacionalment coneguda per la seva col·lecció d'edificis dissenyats per arquitectes prominents.”
En 1977, va organitzar i va guarir la primera exposició important d'arquitectes dones nord-americanes, i va editar el llibre Dones l'Arquitectura dels EUA: Una Perspectiva Històrica i Contemporània. L'exposició es va obrir en 1977, en el Museu de Brooklyn i va recórrer els EUA i els Països Baixos. L'exposició i llibre del mateix títol, el qual edità i al qual  va contribuir amb tres assajos. Torre és co-fundadora de "Herejías: revista feminista d'art i política"; fou membre de l'editorial col·lectives de Herejías 2: Patrons de Comunicació i Espacial; i Herejías 11: Fent Habitació: Dones en Arquitectura; i servit en el tauler d'editorial de Chrysalis entre 1976-1978.

## Carrera i vida primerenques
Va néixer en Puán, província de Buenos Aires, Argentina, la major de tres fills d'Alfonso A. Torre, un economista, i d'Amelia E. Silva, una mestra escolar. A la mort del seu pare quan tenia vuit anys, la família es va mudar a la Plata, prop de Buenos Aires, on va assistir a escoles públiques fins que va començar els seus estudis universitaris d'arquitectura. A les Escoles d'Arquitectura i Planificació, de la Universitat de la Plata i la Universitat de Buenos Aires, en la qual va rebre la seva llicenciatura en 1968. Un any abans de la seva graduació Torre va ser seleccionada per representar a l'Argentina en la Conferència de 1967 de Disseny Internacional en Aspen, Colorado i també va guanyar una beca de la Fundació Edgar Kaufmann Jr. que la va habilitar per fer un viatge d'estudi a través dels EUA. En tornar a Argentina, es va establir en el Departament de Disseny del Museu Provincial de Belles arts en La Plata, el primer museu a Amèrica Llatina, Mentre era estudiant, Torre va dissenyar un edifici de sis apartaments en La Plata per al banquer David Graiver i també va construir una casa petita per a ella i el seu primer marit,  el pintor Alejandro Puente, en City Bell.
Torre va tornar als EUA en 1968 per completar el seu postgrau sobre aplicacions d'ordinador a l'arquitectura a la Universitat de Colúmbia, Escola Universitària d'Arquitectura i Planificació. A la ciutat de Nova York va esdevenir associada amb el Museu d'Art Modern de Nova York en 1971 com a amiga de la Fundació Edward John Noble i va treballar en un projecte de cerca en Poblaments Urbans Nous en l'Institut per a Arquitectura i Estudis Urbans a Nova York.

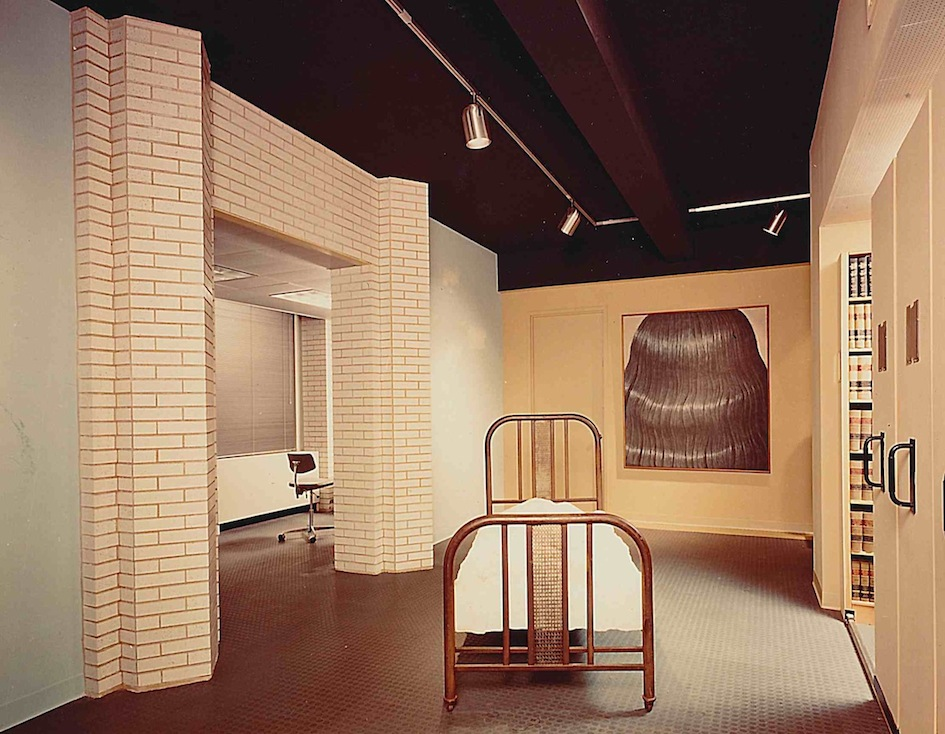
Oficina de lleis, Ciutat de Nova York, 1977

En 1972 Torre es va unir la Facultat d'Universitat Estatal de Nova York (SUNY) en Old Westbury, NY, on va desenvolupar primer currículum de disseny del Departament d'Art. L'any següent cofundà  l'Arxiu de Dones en Arquitectura de la Lliga Arquitectònica de Nova York; i, en 1977, va dirigir l'exposició:  "Dones en Arquitectura Nord-americana: Una Perspectiva Històrica i Contemporània” que va guarir i va editar el llibre del mateix títol. En 1978 va establir L'Estudi Arquitectònic a la Ciutat de Nova York. Un dels seus primers projectes a Nova York, van ser les Oficines de Lleis del col·leccionista d'art Harry Torczyner, sent seleccionat per l'Institut Nord-americà d'Arquitectes com un dels espais dels anys setanta' memorables (AIA Revista, gener de 1980).

## Pràctica arquitectònica i de disseny
La seva pràctica arquitectònica i de disseny està “basada en sentit d'intensa teoria, ètica, i sentit cívic de l'arquitectura i del disseny urbà.” Segons l'arquitecte i autor John Loomis, els seus edificis i els projectes teòrics “amisten cultura, temes socials i regionals.” Els seus dissenys han abastat una gamma d'escales; de la seva coberta de llibre per a Lucy Lippard Del Centre amb la seva proposta de parc per Ellis Island, Port de Nova York, han inclòs renovacions d'edificis, disseny residencial i edificis públics. Entre els seus millors projectes són l'Estació de Bombers  Cinc en Columbus, Indiana; el Ellis Island, Port de Nova York, proposta de parc; les Cases Clark i Garvey en The Hamptons, Nova York; la renovació Schermerhorn Hall per la Columbia Universitat, i el Consolat de Costa d'Ivori a Nova York. Aquests i altres dissenys guardonats han estat publicats als EUA, Llatinoamèrica, Japó, França, Itàlia, Alemanya, Espanya i Austràlia i està inclosa com a fonts de referència estàndard en Enciclopèdia d'Arquitectura de segle XX, Contemporani Masterworks, Arquitectes Contemporanis, i Dictionnaire de l'Arquitectura du XXme Siècle. Va ser la primera dona a obtenir una de les comissions públiques altament competitives en Columbusn, IN, on la seva Estació de Bombers 5 (descrit abans) està llistada en la Whitney Guia del segle XX Arquitectura nord-americana: 200 Edificis Claus. En 2008 va completar la comunitat residencial de set cases litorals  on ara viu amb el seu marit, escriptor i sociòleg Geoffrey I. Fox, a Carboneras, Espanya. El disseny es va basar en els seus estudis de 1973, en matrius espacials i funcions indeterminades, on “una flexibilitat serial deixa símbols per col·laborar amb funcions i marca els elements alegóricos en la vida diària.”

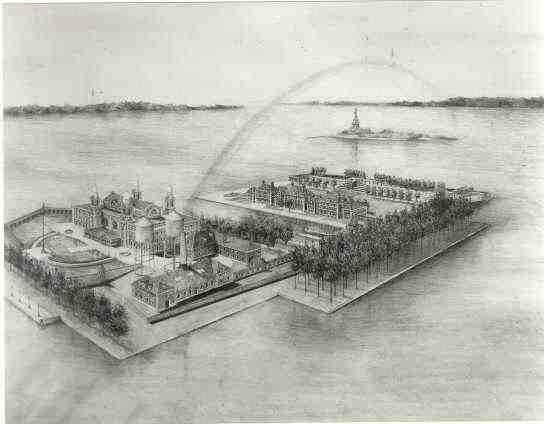
Proposta de Parc en Ellis Island, Port de Nova York 1981

Ha dedicat molt de la seva vida professional a teorizar la relació d'edificis amb els seus contextos físics i culturals; i la manera de les preocupacions feministes i identitat cultural i regional poden ser expressades en funció i forma arquitectòniques. Un dels seus edificis, “Firehouse #5 (acabat en 1987) va ser la primera estació de bombers dissenyada específicament per integrar dones en la força de bombers. El disseny, eliminant l'estil dormitori i una vinculació promoguda més cap a la cuina en comptes de les "locker" habitacions, i va ser adoptat globalment.” “Mentre va deixar les suposicions de seguretat intactes, l'edifici ho va crear amb una invenció tipològica a través del seu repte de suposicions de gènere.” “ És un “exemple rar de com una perspectiva feminista pot alterar tant l'organització espacial, influït per convencions socials, i la forma de l'edifici.”

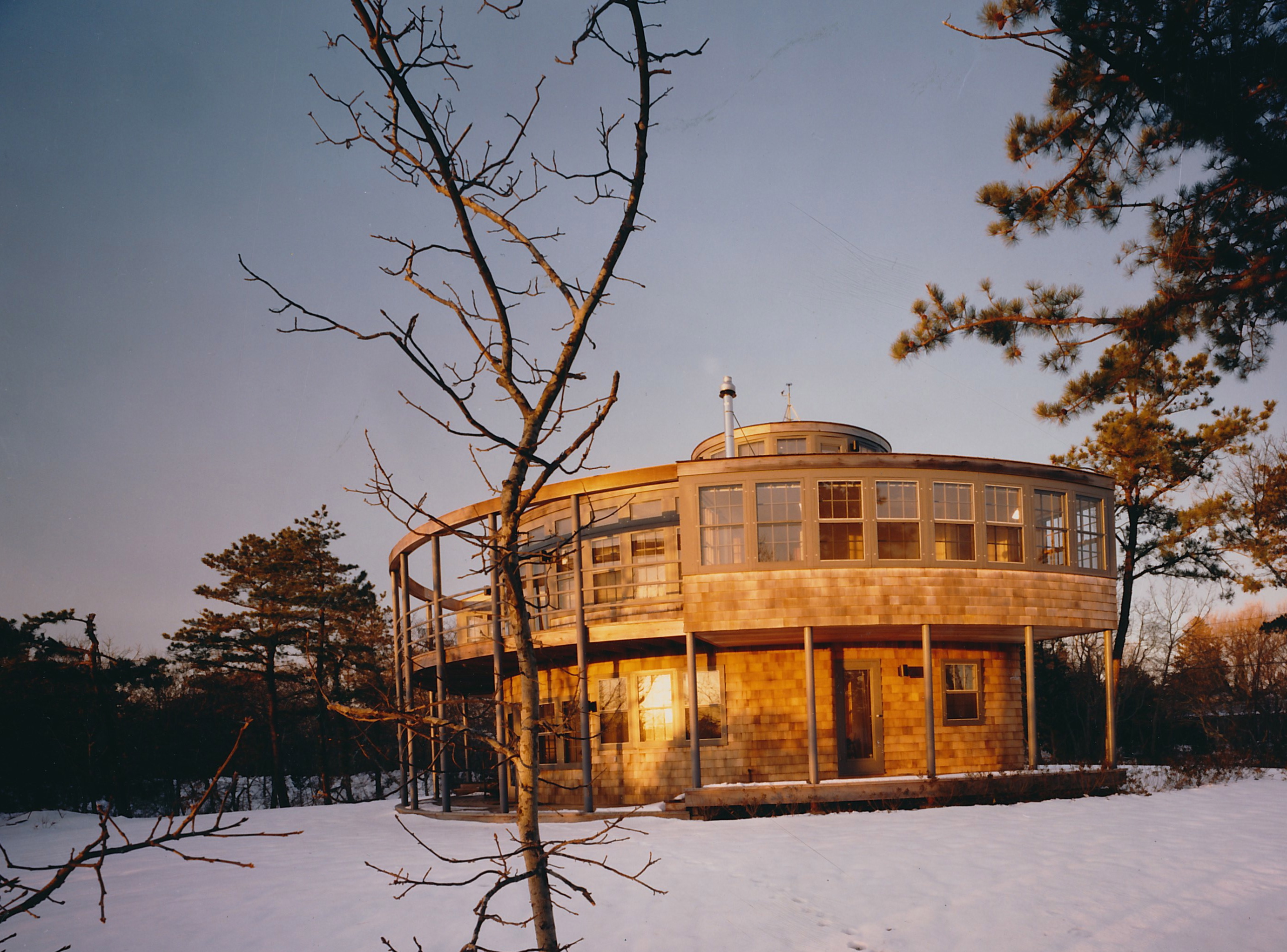
Garvey Casa, Amagansett, NY

Va ser una de les arquitectes seleccionades per a representar els EUA en l'Exposició Internacional d'Arquitectura, Biennal de Venècia, Itàlia, en 1980. Els seus dibuixos i els projectes han estat exhibits en locals nombrosos, incloent el Museu Cooper-Hewitt, Ciutat de Nova York; Fort Centro d'Arts del Valor; Institut d'Arts Contemporànies, Chicago; La Jolla Museu d'Art Contemporani; Centre d'Arts del Walker, Minneapolis; i Yale Galeria d'Art Universitari. Els seus dibuixos estan recollits a la Ciutat de Columbus, IN, Arxius Arquitectònics; Columbia Biblioteca de Avery de la Universitat Dept. D'Arxius & de Dibuixos, Avery Biblioteca del Centenari; el Museu Davis en el Wellesley College, Wellesley DT.; i L'Arxiu Internacional de Dones en Arquitectura, Biblioteques de Tecnologia de la Virgínia, Col·leccions Especials, Blacksburg, VA, el qual també alberga una col·lecció dels seus papers de 1977 a 1988.

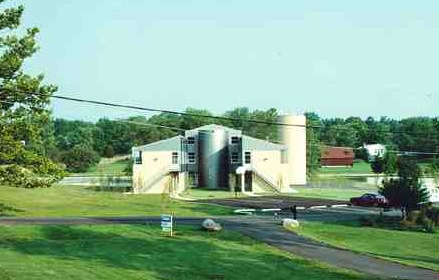
Estació de Bombers 5, Columbus, Indiana.

## Carrera acadèmica
Les seves posicions acadèmiques inclouen Directora de l'Acadèmia d'Art Cranbrook (1994-95); càtedra de l'Escola d'Arquitectura de Disseny Parsons i Departament de Disseny Ambiental (1991-1994); Directora del Programa d'Arquitectura al Barnard College, Universitat de Colúmbia (1982-1985). Ha ensenyat disseny arquitectònic i urbà, història i teoria a les escoles de les Universitats de Colúmbia, Yale,  Nova York (EUA),  Sydney (Austràlia), Buenos Aires (Argentina) i a la de Kassel (Alemanya), entre d'altres. Ha estat convidada a donar conferències sobre el seu treball en més de 150 universitats i associacions professionals a tot el món. La seva aproximació pedagògica ha accentuat el disseny d'edificis com a resposta a condicions ambientals; context cultural i físic; l'examen crític de distribució espacial de jerarquies socials; estructura i materials sostenibles; i una estètica de trama transparent i transparència modernes amb les metàfores visuals expressives del caràcter de cada projecte.

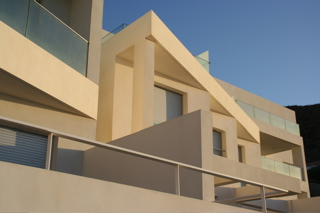
Desenvolupament residencial, Carboneras, Espanya

Com a dirigent d'Equips de disseny interdisciplinari durante su carrera d'ensenyament, va involucrar el su Alumnat en exposicions i competicions arquitectòniques, recollint MOLTS premis. Les Seves Recerques i escriptura els va centrar en dones i Assumptes de gènere, arquitectura a Llatinoamèrica; i la presencia de memòria col·lectiva en espais Públics.

## Premis
Ha estat multipremiada pels seus dissenys i treballs erudits, com l'Ailsa Mellon Bruce Sènior, Centre d'Avançaments d'Estudis de les Arts Visuals, La Galeria Nacional, tardor 2003; Graham Fundació 2002; Dotació Nacional per a les Humanitats, EUA, 1986, 2005; Institut Nord-americà de Capítol de Nova York dels Arquitectes 1994; Fulbright Beca Sènior, Comissió dels EUA per a l'Intercanvi Educatiu Internacional 1990; Dotació Nacional per a les Arts, EUA, 1973, 1979, 1986, 1990; i Premi de Casas Rècord Arquitectònic d'Excel·lència per a Disseny 1981 i 1988.